# 鄭世翼
鄭世翼（?—?），唐朝文人，鄭州滎陽县人。
鄭世翼是北周儀同大将軍鄭敬德的孫子，父亲司武中士郑机。武德年間，鄭世翼历任万年县丞、揚州録事参軍。在长江的船上遇到崔信明，说：「公有『楓落吴江冷』的诗句。我想見見你的其他文章」。崔信明很高兴，拿出来百余篇。鄭世翼没有看完，说道：「所見不如所聞」，就把文章丢到江里，引舟而去。贞观年間、因为怨谤获罪，流放巂州，在当地去世。
著有《交遊传》、《文集》八卷。

## 延伸阅读
[在维基数据编辑]
 《舊唐書·卷190上》，出自刘昫《舊唐書》